# Narnia pallidicornis
Narnia pallidicornis är en insektsart som beskrevs av Carl Stål 1870. Narnia pallidicornis ingår i släktet Narnia och familjen bredkantskinnbaggar. Inga underarter finns listade i Catalogue of Life.